# Gainesboro
Gainesboro is een plaats (town) in de Amerikaanse staat Tennessee, en valt bestuurlijk gezien onder Jackson County.

## Demografie
Bij de volkstelling in 2000 werd het aantal inwoners vastgesteld op 879.
In 2006 is het aantal inwoners door het United States Census Bureau geschat op 849, een daling van 30 (-3.4%).

## Geografie
Volgens het United States Census Bureau beslaat de plaats een oppervlakte van
4,7 km², waarvan 4,0 km² land en 0,7 km² water. Gainesboro ligt op ongeveer 315 m boven zeeniveau.

## Plaatsen in de nabije omgeving
De onderstaande figuur toont nabijgelegen plaatsen in een straal van 28 km rond Gainesboro.